# إيفرت إف. لارسون
إيفرت إف. لارسون (بالإنجليزية: Everett F. Larson)‏ هو عسكري أمريكي، ولد في 3 سبتمبر 1920 في ستامفورد في الولايات المتحدة، وتوفي في 8 أكتوبر 1942 في جوادالكانال في جزر سليمان.